# Като, Кадзуэ
Кадзуэ Като (яп. 加藤和恵 Като: Кадзуэ, род. 20 июня 1980, Токио) — японская мангака. Стала известна после написания манги Blue Exorcist. Также является автором манги Boku to Usagi («Кролик и я»), благодаря которой получила награду Тэдзуки.

## Творчество

### Манга
- Boku to Usagi (2000)[1]
- Akanasu (2001)[2]
- Robo to Usakichi (2005—2006)[1]
- Hoshiota (2008)[2]
- Blue Exorcist (2009—)

## Коммерческий успех и признание
В 2000 году удостоена награды Тэдзуки за мангу Boku to Usagi («Кролик и я»), опубликованную в журнале Akamaru Jump.
Два выпуска манги Blue Exorcist вошли в Top-50 продаж манги в 2017 году (с декабря 2016 по ноябрь 2017): выпуск 18, в декабре 2016 года проданный тиражом 561 455 экземпляров, и выпуск 19, в апреле 2017 проданный тиражом 489 962 экземпляра.
Начиная с 2011 года на экраны выходит сериал аниме по манге Blue Exorcist.